# إقليم بوتوشان
إقليم بوتوشان يقع في منطقة مولدوفا في شمال شرق البلاد وعاصمته هي مدينة بوتوشان.

## السكان
في 31 أكتوبر 2011, بلغ عدد السكان 398,938 نسمة وكثافة سكانية 80 نسمة/كم مربع.
- رومانيون – (98.8%)[3]
- الغجر - (0,7%)
- روس – (0.2%)
- أوكرانيون – (0.2%)

| السنة | تعداد السكان |
| ----- | ------------ |
| 1948  | 385,236      |
| 1956  | 428,050      |
| 1966  | 452,406      |
| 1977  | 451,217      |
| 1992  | 461,305      |
| 2002  | 452,834      |
| 2011  | 398,938      |

## الجغرافيا
يقع إقليم بوتوشان ما بين نهر سرت وبروت، يحدها من الشمال أوكرانيا ومولدوفا في الشرق. وفي الغرب والجنوب إقليم ياش وإقليم سوتشيافا. تبلغ مساحتها 4,986 كم مربع (2,1% من مساحة رومانيا الإجمالية).

## فيضانات 2010
في 5 يوليو 2010، وصل معدل التدفق في غالاتس إلى 676 سم وبسرعة تدفق بلغت 16,05 م/ث. في سيريتول وشيندريني وصلت إلى 728 سم (78 سم فوق مستوى الخطر). وقامت خدمات الطوارئ بتعزيز السدود في فترة ما بعد الظهر لتفادي الفيضانات.